# Асланов, Тофик Ази оглы
Тофик Ази оглы Асланов  (1934—2003) — в 1980—1988 годах заместитель министра внутренних дел Азербайджанской ССР. Сын дважды героя Советского Союза Ази Асланова.

## Биография
Тофик Асланов родился 10 декабря 1934 года в городе Овруч Житомирской области Украины. 1952 году поступил на юридический факультет Азербайджанского государственного университета имени С. М. Кирова. После окончания вуза с августа месяца 1957 года по 1988 год служил в органах внутренних дел Азербайджана в различных должностях.
С 1957 года по 1973 год работал оперуполномоченным, дознавателем, следователем, старшим следователем, начальником следственного отдела в Наримановском, Насиминском, Ленинском районах внутренних дел г. Баку, в Бакгорисполкоме и заместителем начальника следственного управления МВД.
С 29.03.1973 года по 16.06.1980 года работал начальником следственного управления МВД Азербайджанской ССР, а с 16.06.1980 года по 21.06.1988 года первым заместителем министра внутренних дел Азербайджанской ССР.
Постановлением Совета Министров СССР № 961 от 03.11.1982 года и приказом МВД СССР № 436 от 03.11.1982 г. Тофику Асланову было присвоено звание генерал-майора милиции.
Приказом МВД СССР № 289 от 01 сентября 1988 года Асланов уволен в запас по ст. 67 п. «б» (по состоянию здоровья), с правом ношения установленной формы одежды. Выслуга лет по состоянию на 15.08.1988 года в календарном исчислении составляет 31 год.
Распоряжением руководителя Аппарата президента Азербайджанской ССР от 30.10.1990 года за номером 7 назначен советником руководителя Президентского аппарата Азербайджанской ССР.
Указом Президента Азербайджанской ССР от 18.01.1991 года номером 15 назначен на должность начальника отдела гражданства и помилования Президентского аппарата Азербайджанской ССР.
Указом исполняющего обязанности Президента Азербайджанской Республики, Председателя Верховного Совета Азербайджанской Республики Гамбар, Иса Юнис оглы от 26.05.1992 года номером 277 был снят с занимаемой должности.
За время работы Асланов награждался государственными наградами и премиями. Был удостоен таких наград, как почётная грамота Верховного Совета Азербайджанской ССР, почётная грамота МВД СССР, медаль «За безупречную службу», медаль «50 лет Советской милиции», медаль «За доблестный труд», знак «Заслуженный работник МВД», Орден Трудового Красного Знамени и др.
Скончался 25 сентября 2003 года. Имел троих детей.

## Награды и премии
- Почётная грамота Верховного Совета Азербайджанской ССР (Указ Президиума Верховного Совета Азербайджанской ССР № 276-VII от 26.11.1967 г.)
- Почётная грамота МВД СССР (приказ МВД СССР № 165л/с от 12.04.1978 г.)
- Медаль «За безупречную службу» (приказ Министерства охраны общественного порядка (МООП) СССР от 30.10.1967 года номером 751)
- Юбилейная медаль «50 лет советской милиции» (приказ Министерства охраны общественного порядка Азербайджанской ССР № 225 от 21.06.1968)
- медаль «За доблестный труд» (Указ Президиума Верховного Совета Азербайджанской ССР 1970 г.)
- знак «Заслуженный работник МВД» (приказ МВД СССР № 262 л/с от 21.05.1975 г.)
- Орден Трудового Красного Знамени (Указ Президиума Верховного Совета СССР от 14.11.1977 г.)